# Ciclismo ai II Giochi del Mediterraneo
Le competizioni di Ciclismo agli II Giochi del Mediterraneo si svolsero lungo un percorso cittadino appositamente allestito per i Giochi. Da sottolineare che per questa edizione non sono state previste gare a livello femminile.
Per il Ciclismo su strada furono organizzate le seguenti prove:
- Prova individuale in linea (solo maschile)
- Prova a squadre in linea (solo maschile)

per un totale di due medaglie d'oro messe in palio.

## Medagliere
| Pos.   | Nazione | Oro | Argento | Bronzo | Totale |
| ------ | ------- | --- | ------- | ------ | ------ |
| 1      | Italia  | 2   | 1       | 1      | 4      |
| 2      | Francia | 0   | 1       | 0      | 1      |
| 3      | Spagna  | 0   | 0       | 1      | 1      |
| Totale | Totale  | 2   | 2       | 2      | 6      |

## Sommario degli eventi
| Evento                   | Oro                | Prestazione | Argento         | Prestazione | Bronzo        | Prestazione |
| Ciclismo su strada       |                    |             |                 |             |               |             |
| Corsa in linea           | Giuseppe Fallarini | 4h33'00"    | Pietro Chiodini | a 30"       | Giorgio Godio | a 4'20"     |
| Corsa in linea a squadre | Italia             | 10 punti    | Francia         | 40 punti    | Spagna        | 51 punti    |